# Denise Paulme
Denise Paulme (Parigi, 4 maggio 1909 – Parigi, 14 febbraio 1998) è stata un'antropologa e africanista francese.
I suoi contributi negli studi africani, in particolare per l'importanza della letteratura berbera, sono stati descritti come fondamentali.

## Carriera
Paulme studiò inizialmente giurisprudenza e, dopo una breve quanto insoddisfacente carriera come segretaria, tornò a studiare al college nel 1929 e si laureò. Si interessò all'antropologia grazie a Marcel Mauss, di cui fu allieva.
Nel 1932 partecipò alla riorganizzazione del museo etnografico del Trocadero con Paul Rivet e Georges-Henri Rivière. Inoltre lavorò come assistente nel Musée de l'Homme, il museo antropologico di Parigi. Nel 1935, iniziò la sua prima esperienza etnografica, prendendo parte a un progetto di ricerca di Marcel Griaule: trascorse infatti nove mesi con il popolo Dogon nel Sanga (Mali) insieme a Deborah Lifchitz. Dieci anni più tardi, nel 1945, si recò nell'Alta Guinea per osservare i coltivatori di riso dei Kissi con suo marito André Schaeffner. In anni successivi sarebbe stata anche in Costa d'Avorio.
Tra il 1938 e il 1961, fu un membro del dipartimento dell'Africa Nera del museo etnografico, dove conobbe Michel Leiris. Nel 1957, con il sostegno di Claude Lévi-Strauss fu nominata direttore di ricerca e docente di antropologia presso l'École pratique des hautes études a Parigi. Infine divenne la responsabile del comitato tecnico di Antropologia della School for Advanced Studies in the Social Sciences nel 1967.
A fronte della propria formazione, il suo interesse iniziale (negli anni '50 e '60) verteva sugli aspetti giuridici e istituzionali delle civiltà osservate, mentre negli anni '60 e '70 si orientò sui riti e sul sincretismo nell'Africa centrale, sul ruolo della donna e sulla letteratura orale locale.

### Organisation sociale des Dogon (Soudan français)

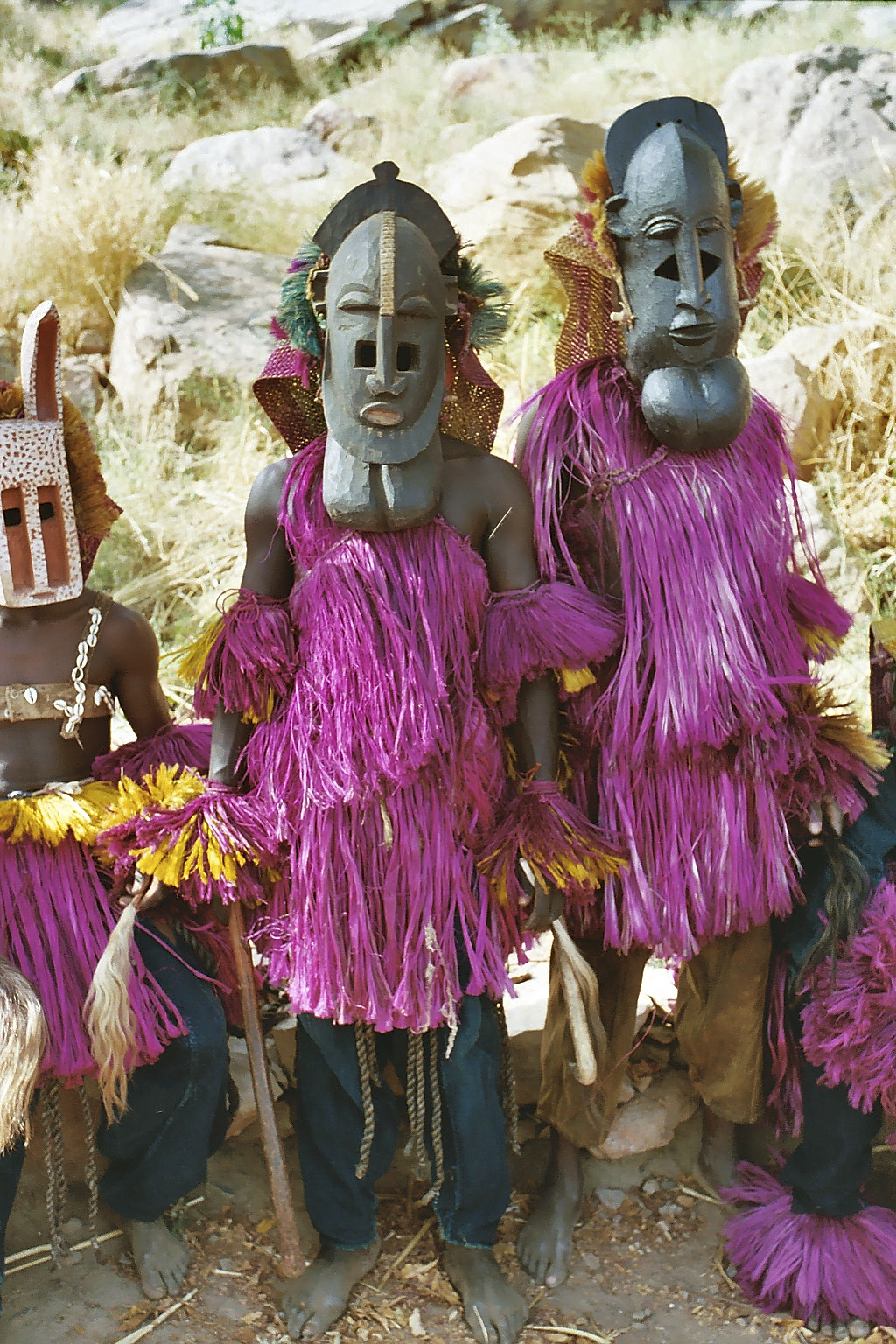
Popolo Dogon

L'organisation sociale des Dogon (1940) è la prima monografia di Denise Paulme. La scrisse all'epoca della seconda guerra mondiale, motivo per il quale il suo successo non fu subito riconosciuto. Ciononostante, negli anni Sessanta, Georges Balandier citò l'opera come un raro esempio di equilibrata monografia di antropologia sociale. Difatti, Denise Paulme presentò quest'opera come un trattato di giurisprudenza, perciò ha una struttura molto peculiare.
Nonostante la data di pubblicazione, Jean-Claude Muller raccomandò l'opera per tutti coloro che volessero lavorare sui Dogon.
Denise Paulme descrisse con sottigliezza i legami sociali dei Dogon, con implicazioni sul ruolo della donna nella loro società. In seguito, si sarebbe pentita di non aver lavorato sul punto di vista femminile e nel 1960 avrebbe scritto Femmes d'Afrique noire ("Femmine dell'Africa nera").
Durante il suo primo lavoro sul campo, Paulme applicò una metodologia interessante scrivendo lettere a Deborah Lifchitz. Questa corrispondenza rappresenta uno strumento per comprendere la realtà del lavoro sul campo e i progressi delle sue riflessioni.

## Pubblicazioni

### In lingua francese
- Organisation sociale des Dogon (Soudan français), Parigi, Domat-Montchrestien, 1940 (rééd. Jean-Michel Place, 1988).[2]
- (éd.) Manuel d'ethnographie de Marcel Mauss, Parigi, Payot, 1947.
- Les Gens du riz. Kissi de Haute-Guinée Française, Parigi, Plon, 1954.[2]
- (éd.), Femmes d’Afrique noire, Parigi-La Haye, Mouton, 1960.[2]
- Une société de Côte d’Ivoire hier et aujourd’hui. Les Bété, Paris-La Haye, Mouton, 1962.
- Les Sculptures de l'Afrique noire, Paris, Presses Universitaires de France, Parigi, 1956.
- (éd.), Classes et associations d’âge en Afrique de l’Ouest, Parigi, Plon, 1971.
- La Mère dévorante. Essai sur la morphologie des contes africains, Parigi, Gallimard, 1976.[2]
- La Statue du commandeur. Essais d’ethnologie, Parigi, Le Sycomore, 1984.
- Lettres de Sanga à André Schaeffner, suivi des Lettres de Sanga de Deborah Lifchitz et Denise Paulme à Michel Leiris, Parigi, Fourbis, 1992.
- Cendrillon en Afrique, Parigi, Galaade éditions, 2007 (postumo; prefazione di Françoise Héritier).
- Lettres de Sanga (con Deborah Lifchitz), edizione commentata di Marianne Lemaire, Parigi, CNRS Éditions, 2015.

### In lingua inglese
- Women of Tropical Africa, Psychology Press, 1963 (308 pp.)[9]
- African sculpture, Viking Press, 1962 (160 pp.)[10]